# لورنزو ساپورتی
لورنزو ساپورتی (انگلیسی: Lorenzo Saporetti؛ زادهٔ ۱۹ مارس ۱۹۹۶) بازیکن فوتبال است.
از باشگاه‌هایی که در آن بازی کرده‌است می‌توان به باشگاه فوتبال پارما اشاره کرد.